# Моншеран
Моншеран (фр. Montcherand) — громада  в Швейцарії в кантоні Во, округ Юра-Нор-Водуа.

## Географія
Громада розташована на відстані близько 80 км на захід від Берна, 25 км на північний захід від Лозанни.
Моншеран має площу 3,1 км², з яких на 14,1% дозволяється будівництво (житлове та будівництво доріг), 53,3% використовуються в сільськогосподарських цілях, 30,6% зайнято лісами, 2% не є продуктивними (річки, льодовики або гори).

## Демографія
2019 року в громаді мешкало 505 осіб (+16,4% порівняно з 2010 роком), іноземців було 12,1%. Густота населення становила 164 осіб/км².
За віковим діапазоном населення розподілялося таким чином: 25,1% — особи молодші 20 років, 61% — особи у віці 20—64 років, 13,9% — особи у віці 65 років та старші. Було 199 помешкань (у середньому 2,5 особи в помешканні).
Із загальної кількості 112 працюючих 21 був зайнятий в первинному секторі, 33 — в обробній промисловості, 58 — в галузі послуг.